# Мери Кингсли
Мери Кингсли (енгл. Mary Kingsley; Ислингтон, 13. октобар 1862 — Симонстаун, 3. јун 1900) је била енглески писац и истраживач и утицала је на европско мишљење о Африци и народу Африке.

## Детињство и младост
Рођена је у Ислингтону, као ћерка Џорџа Кингслија, који је исто био путописац. Њен отац је био доктор, а мајка јој је била инвалид, па је Мери морала да брине о њој. У школу је ишла јако мало, али имала је приступ великој очевој библиотеци и одушевљавала се кад јој је отац читао о страним земљама.

## У Африци
Отац јој је умро 1892, а мајка јој је умрла пет недеља после тога. Била је ослобођена породичних обавеза, а имала је довољно новца да може да путује.
Одлучила је да посети Африку да би сакупила материјала за књигу о културама народа Африке, коју њен отац није завршио. Стигла је августа 1893. у Луанду у Анголи. Живела је са домороцима, који су је учили вештине потребне да би се преживело у џунглама. Често је ишла сама на опасна места. Вратила се у Африку 1895. да би проучавала племена канибала. Путовала је кануом дуж реке Огова и ту је сакупила примерке дотад непознате рибе. После посете племену Фанг попела се на Маунт Камерун висок 4100 m по траси, којојм ниједан Европљанин није ишао.

## Постала је славна
Вести о њој појавиле су се у енглеској штампи, па када се вратила кући 1895. салетали су је новинари тражећи интервју. Постала је позната и три године је обилазила Енглеску одржавајући предавања о животу у Африци. Мери Кингсли је узрујала енглеску цркву, када је критиковала мисионаре због покушаја да промене народ у Африци. Она је бранила многе аспекта живота у Африци, који су шокирали Европљане, као нпр. полигамију. Она је објашњавала које су све биле стражне последице разбијања урежђеног полигамног друштва у неуређено моногамно друштво.
Написала је две књиге о својим искуствима. Прва књига Путовања у западну Африку (1897) одмах је постала бестселер. Друга књига је била Запдноафричка проучавања (1899). За време Другог бурског рата Кингсли се добровољно пријавила као болничарка. Умрла је од тифуса, док је лечила ратне заробљенике. Према њеним жељама сахрањена је на мору.